# John Law e la moneta fiduciaria
Lo scozzese John Law è stato un teorico e finanziere precursore della moneta fiduciaria sotto forma cartacea, vale a dire di una moneta cartacea basata sulla fiducia in quanto de-materializzata da un metallo prezioso come l'oro o l'argento. Storicamente, John Law ha avuto il merito di introdurre la moneta cartacea in Francia in largo anticipo sui tempi, con il demerito del ben noto fallimento legato al Sistema di Law.

## Introduzione
John Law nacque a Edimburgo (Scozia) nel 1671, in una famiglia di orefici e uomini di chiesa.

Le guerre di religione, che in quel periodo avevano sconvolto l'Europa, imposero a suo nonno, pastore anglicano (chiamato anch'esso John Law), di abbandonare le brughiere del Fifeshire per trasferirsi nella grande città di Edimburgo, nella quale era appena terminata un'epidemia di peste.

In questo periodo difficile, il pastore Law, per cercare di dare un buon futuro ai suoi figli, fu obbligato ad affidarli a dei ricchi parenti da tempo orefici in quella città. Bisogna precisare che all'epoca gli orefici avevano l'abitudine di utilizzare le proprie riserve d'oro non solamente per fabbricare dei gioielli, ma anche per fare dei prestiti: attività che, anche se mal vista dalla popolazione, assumeva grande importanza in un periodo in cui il vero problema della moneta poteva essere considerato la penuria d'oro.

A lato delle botteghe orafe, nacquero infatti delle piccole attività finanziarie e anche William (figlio di John Law e che, come vuole la tradizione, chiamò anche suo figlio John) diventato ricco, sviluppò la sua "attività bancaria collaterale".

Il figlio di William a 21 anni decise di trasferirsi a Londra, sostenuto finanziariamente dalla fortuna ereditata dal padre. La sua intelligenza, la passione per il calcolo delle probabilità e la matematica, la sua eleganza, la sua ricchezza e la sua bellezza l'avevano spinto ad una vita pericolosa tra gioco d'azzardo, mondanità e belle ragazze.

Non è chiara la ragione che obbligò John Law a battersi in duello con un altro dandy dell'epoca, Edward Wilson, ma ciò che importa è che fu imprigionato per aver colpito a morte questo importante personaggio molto vicino alla corona.

Dal giorno della sua fuga, Law inizia una vita in pellegrinaggio tra le corti europee: Amsterdam, Vienna, Torino, Genova, Venezia per poi ritornare in Scozia. È in questo periodo che Law inizia a dedicarsi allo studio della moneta e ai modi per risolvere il problema della penuria di metallo prezioso.

## La teoria della moneta

### Il contesto
Law ha notato che la moneta metallica dipende dalla disponibilità di metallo prezioso, a quel tempo scarso. Esperimenti con monete cartacee erano stati fatti, ma le monete cartacee erano ancora considerate come simbolo del metallo che rimaneva alla loro base.
Per Law, gli Stati erano soprattutto definiti dal loro territorio, dal loro radicamento sulla Terra; l'agricoltura rappresentava il fondamento dell'economia e gran parte della ricchezza di una nazione. Tutto ciò faceva della terra non solo il fondamento dell'economia, ma anche dello Stato.

La gran parte delle terre di uno Stato apparteneva poi all'aristocrazia (oltre che alla Chiesa), perché allora non fondare una moneta sulla terra? L'idea di Law era quella di creare una banca per l'emissione dei biglietti che avevano come garanzia le terre.

Questo tipo di riserva si rivelava più sicura d'una riserva in oro o argento, perché questi metalli presentavano, al contrario della terra, un prezzo volatile legato alla loro scarsità. La creazione di una «Banca della Terra» era stata immaginata da Law per l'Inghilterra, ma la regina Anna l'aveva rifiutata come anche tutte le sue domande di grazia per l'assassinio di Edward Wilson.

In questo periodo, la Scozia stava costruendo la sua unificazione con l'Inghilterra e per John Law, ancora ricercato, restare nel suo paese poteva diventare pericoloso, nel 1705 infatti decise di fuggire ancora. Viaggiando per l'Europa cercò di convincere i politici dell'epoca della bontà della sua idea che venne però rifiutata a Vienna e in Savoia. Solamente nel 1715, quando Philippe d'Orléans (che già in precedenza aveva conosciuto Law e ne era rimase affascinato) divenne Reggente di Francia a seguito della minore età del nuovo Re, Luigi XV di Francia, le idee di Law vengono applicate e Law verrà persino nominato de facto primo ministro dal Duca d'Orléans.

### L'oro e l'argento
Per dimostrare la validità delle sue idee, Law parte da un'analisi delle qualità che rendono l'oro e l'argento adatti a fungere da moneta:
- Questi metalli hanno pressappoco lo stesso valore;
- Sono più facili da trasportare di altri beni molto ingombranti;
- Sono perenni e divisibili senza che il loro valore diminuisca;
- La proprietà di questi metalli è facilmente trasmissibile tramite la loro consegna;
- Sulle monete d'oro e d'argento è possibile imprimere il loro valore e la loro origine.

Questi beni sono dunque adatti a diventare moneta, ma non sono i soli: in effetti Law aggiunge che:
«il n'est pas nécessaire que la monnoye soit faite d'argent; l'or sert les usages de la monnoye comme l'argent et on peut employer d'autres effets à ces usages pourveu qu'ils ayent les qualités qui rendent l'or et l'argent propres à les servir.» (John Law, 1707).
Trad.: «non è necessario che la moneta sia fatta d'argento; l'oro adempie agli usi della moneta come l'argento e si possono impiegare altri beni per questo scopo purché abbiano le stesse qualità che rendono l'oro e l'argento adatti a servirsene [come moneta]».

### Perché secondo Law l'oro e l'argento non sarebbero più adatti a fare da moneta
Il problema che Law sottolinea è che le monete di metallo hanno perso la loro caratteristica di mantenere invariato il loro valore nel tempo. Nella sua opera, infatti, scrive: «Je ferai voir que l'or et l'argent sont devenus très incertains en valeur et, par cette raison, peu propres à servir aux usages de la monnoye. La mesure du blé est vendue double de la quantité de monnoye qu'elle estoit vendue il y a 50 années: on conclut que le blé est plus cher. La différence du prix peut venir d'un changement dans la quantité ou dans la demande pour la monnoye; alors c'est la monnoye qui est à meilleur marché». [trad.: «Dimostrerò che l'oro e l'argento sono diventati molto instabili in valore e, per questa ragione, poco adatti ad adempiere allo status di moneta. Una misura di grano è venduta al doppio della quantità di moneta alla quale era venduta 50 anni fa: potremmo concludere che il grano è più caro. La differenza di prezzo può [però] venire da un cambiamento nella quantità o nella domanda per la moneta; allora [in questo caso] è la moneta che è a più buon mercato» (John Law, 1707, «Pour prouver qu'une nouvelle espèce de monnaie peut être meilleure que l'or et l'argent»).
Secondo John Law, la quantità d'oro cominciò ad aumentare dal 1500 (per la scoperta delle Americhe e le successive importazioni di metallo prezioso dalle colonie all'Europa) senza che vi fosse una vera domanda, cosa che causò il suo rapido deprezzamento aprendo un periodo di volatilità del valore dei metalli preziosi. In più la quantità dell'argento non era aumentata nella stessa proporzione, rendendo instabile anche il cambio tra oro e argento.

Difficilmente si sarebbe potuto rimediare a questa situazione, e Law conclude scrivendo: «Princes, en surhaussant ou affoiblissant les espèces, ont rendu la monnoye incertaine […] chaque Prince n'a pu ny ne peut y remédier» [trad.: «I Principi, innalzando o abbassando il valore delle monete, hanno reso la moneta incerta […] a questo nessun Principe ha potuto rimediare né potrà farlo» (John Law, 1707), da «Pour prouver qu'une nouvelle espèce de monnaie peut être meilleure que l'or et l'argent».

### La terra sostituto dell'oro
Law era convinto di aver trovato una soluzione: un'intermediazione monetaria negli scambi era necessaria, la moneta però doveva avere un valore sicuro e fisso.

Ogni prodotto adottato in sostituzione dell'oro presentava però dei problemi: Law spiega che, se ad un dato momento si scegliesse una qualsiasi mercanzia come moneta, il suo valore d'uso crescerebbe molto e, naturalmente, anche la quantità domandata. I prodotti della terra presentano in più il problema di essere legati ai cambiamenti imprevedibili del clima. Introdurre in sostituzione
dell'oro un altro metallo (ad esempio il piombo) farebbe, in futuro, ricadere i commerci negli stessi problemi che si sono osservati per oro e argento. La terra rappresentava per Law il solo bene con un valore certo e duraturo: la sua quantità è fissa e la sua domanda non potrebbe mai diminuire o aumentare bruscamente.

Essa però non presentava tutte le altre qualità necessarie a diventare moneta (è impossibile da trasportare, non si può consegnarne la proprietà in maniera agevole); per ovviare a questo inconveniente, l'idea di Law è quella di istituire un ufficio per la valutazione delle terre che emetta, in cambio di titoli di possesso, della cartamoneta garantita dal valore della terra depositata. Il Re assicurerebbe poi la possibilità di guadagnare la proprietà di un appezzamento di terreno consegnando all'ufficio una congrua contropartita in biglietti monetari.

L'introduzione della cartamoneta darebbe alla terra, indirettamente, quelle qualità indispensabili per diventare un buon intermediario negli scambi commerciali: la sua proprietà sarebbe facilmente trasmissibile, sui biglietti potrebbe essere stampato l'emblema del Re per garantirne la provenienza e il valore, ed infine la creazione di diversi tagli la renderebbe perfettamente divisibile.

### Le risposte ai dubbi
John Law utilizza un espediente molto comune in letteratura: immagina quali potrebbero essere le possibili obiezioni alla sua teoria cercando così, in maniera preventiva, di risolverle.
- La prima debolezza che Law cerca di risolvere riguarda il funzionamento dell'ufficio di Stato che dovrebbe valutare le terre per poi emettere cartamoneta: una valutazione oggettiva sul valore della terra non è sempre possibile; ma, d'altronde, secondo Law, anche le monete in metallo presentavano gli stessi svantaggi perché la quantità d'oro o d'argento presente nelle monete spesso non corrispondeva a ciò che veniva indicato sulla moneta sessa. La soluzione, nel caso della terra-moneta, graverebbe sull'ufficio di stato che sarebbe tenuto a corrispondere il vero valore delle terre più un'ammenda qualora l'appezzamento in questione fosse stato in precedenza convertito per una somma più elevata di quella reale.

Law ammette però che l'oro e l'argento hanno un vantaggio rispetto alla terra: questi metalli sono più capaci di un titolo cioè è più facile essere sicuri del valore nominale d'una quantità d'oro che della bontà di un appezzamento di terra: questo però non sembra bilanciare i vantaggi che la terra ha rispetto ai metalli preziosi.

Per Law, se le terre non sono tutte capaci di un titolo sicuro, hanno però il grande pregio di essere disponibili in quantità fisse, d'avere una domanda costante come anche è costante il loro valore d'uso. I metalli, invece, pur avendo un titolo sicuro non è affatto certo che questo titolo sarà sempre capace d'interpretare il loro valore e il loro potere d'acquisto.

Insomma, se il valore nominale di oro e argento è semplice da fissare, il loro valore reale sta costantemente cambiando dal giorno della scoperta delle Americhe; in questo contesto la terra resta molto più affidabile che i metalli preziosi.
- La seconda obiezione che si potrebbe porre alla teoria di Law è che solamente le persone che desiderino acquistare delle terre depositate all'ufficio di stato accetterebbero delle banconote come contropartita di una merce. Law, a questo proposito, spiega che lo stesso problema si potrebbe avere con delle monete di metallo: quelli che non hanno bisogno d'oro non accetterebbero di ricevere monete in oro come pagamento per un bene.

La chiave del problema è individuata nella figura del Principe: è lui che da credibilità alla moneta, è lui che garantisce che essa sia sempre accettata perché adottata ufficialmente dallo stato.
- Un altro problema riguarda l'introduzione della nuova moneta: quelli che hanno concluso dei contratti utilizzando l'oro come mezzo di scambio non accetterebbero la nuova moneta basata sulla terra. Per Law, ognuno dovrebbe essere lasciato libero di scegliere il mezzo di pagamento che desidera, ma ricorda che «ceux qui regardent l'avenir pour eux ou pour leurs familles ne prendront plus leurs contracts payables en espèces d'or ou d'argent» [trad.: «quelli che guardano l'avvenire per sé e per le proprie famiglie non renderanno più i loro contratti pagabili in monete d'oro o d'argento» (John Law, 1707, «Pour prouver qu'une nouvelle espèce de monnaie peut être meilleure que l'or et l'argent»), perché la moneta basata sulla terra conserva sempre la capacità di garantire il suo valore legandolo a tutti i prodotti dell'agricoltura e non alla quantità disponibile come nel caso dell'oro.
- Law immagina anche di battersi contro la diffidenza delle persone riguardo alla cartamoneta: l'oro ha valore in sé, ma le banconote non sono altro che pezzi di carta. La risposta di Law a questa obiezione è semplice: anche delle cambiali non sono che dei pezzi di carta, ma consegnati in una banca possono essere cambiate con dei beni (dell'oro); lo stesso accadrà per le banconote dell'ufficio di Stato che saranno cambiate in terra.

Law ci spiega ancora che le banconote basate sulla terra avranno in più un vantaggio: il valore della terra non subirà variazioni nel tempo rendendo le banconote agevolmente convertibili, anche dopo molti anni. In più, le banche tradizionali, impiegando una parte dell'oro depositato, si espongono al rischio di fallire (qualora l'oro nei forzieri non riuscisse a coprire gli sconti dei biglietti) cosa che non può succedere all'ufficio di Stato, poiché la nuova cartamoneta sarebbe necessariamente, sempre, coperta dalla terra depositata.
- Ancora, si potrebbe avere dei dubbi sulla convertibilità dei biglietti basati sulla terra in oro, ma, come l'argento ha un tasso di cambio fissato dal Principe, così anche la nuova cartamoneta avrebbe un tasso di cambio per l'oro e per l'argento.
- L'ultima obiezione che lo stesso John Law fa alla sua teoria è che un biglietto da 100 £ non ha alcuna utilità perché non esistono terre con un valore così basso e dunque non potrebbe essere convertito. Ma, in parallelo con le monete d'oro, anche la moneta basata sulla terra necessita di biglietti dal valore modesto per poter acquistare beni poco costosi.

### I vantaggi per lo Stato
Law ci spiega che il Principe potrebbe aumentare la domanda, e dunque il valore della cartamoneta basata sulla terra, imponendo che tutti i contratti e le promesse di pagamento siano fatte utilizzando questa nuova moneta. Le terre aumenterebbero dunque il loro valore mentre diminuirebbe quello dell'oro e dell'argento.

In questo caso il Principe, come tutti i proprietari terrieri, vedrebbe aumentata di molto la sua ricchezza. Il Principe, infatti, essendo il più grande latifondista dello stato, consegnando le proprie terre e fondando una nuova moneta, aumenterebbe le sue rendite e darebbe allo Stato una moneta più sicura.

In più, la fabbricazione di cartamoneta è molto meno cara per la zecca che la fabbricazione e il trasporto di monete di metallo.

Ancora più importanti sono i vantaggi per la bilancia dei pagamenti: per pagare grandi somme a Paesi stranieri, le monete in oro sono trasportate da uno Stato all'altro, cosa che fa aumentare la scarsità di moneta e intacca la ricchezza di una nazione. Ma con una moneta basata sulla terra i titolari dei pagamenti internazionali diventerebbero indirettamente proprietari di una ricchezza non trasportabile. La transazione, nei fatti, non diminuirebbe la ricchezza della nazione la cui moneta è la terra.

Per concludere, secondo Law questa nuova moneta servirebbe gli interessi del Principe, dei proprietari terrieri e di tutto il popolo.

## Conclusione
John Law ha cercato fin dall'inizio dei suoi scritti un'applicazione alle sue teorie, cercando di convincere, invano, vari Stati. Ci riuscì in Francia, dove introdusse lui stesso la moneta cartacea avendo ottenuto l'appoggio del Duca Filippo d'Orléans.

Questa esperienza non è stata basata sulla terra come valore di riferimento della moneta, ma su un complesso sistema con al centro la Compagnia francese delle Indie Orientali e la Banque Générale, entrambe da lui stesso dirette. Il fallimento fu clamoroso, non tanto per non avere seguito l'idea di una moneta basata sulla terra, per la speculazione che ne risultò con il relativo scoppio nel 1720 dell'intero sistema e fuga dalla Francia di Law che così commenta la sua avventura:
«il termine comme ça le système de la carte monnaie qui a enrichi un millier de pouilleux et appauvri centaines de millier d'honnêtes hommes» (trad.: «finisce così il sistema della carta moneta che ha arricchito un migliaio di pezzenti e gettato sul lastrico centinaia di migliaia di uomini onesti»).
La vera vittoria di Law, se così è stata, risale al 1971 quando gli Stati Uniti hanno dichiarato il dollaro inconvertibile in oro. Quella data segna la definitiva fine dell'oro come riferimento monetario. La moneta diventa un semplice biglietto, il cui valore è sostenuto dalla produzione economica dello Stato.